# Mars电影
Mars电影（法語：Mars Films）是法国的一家电影发行公司。

## 历史
公司原为BAC电影旗下的一家子公司，2000年被映欧嘉纳影业购下80 %的股份，2002年被欧嘉纳影业全资收购。
2015年9月，欧嘉纳影业的母公司维旺迪宣布购入公司 30 %的股份。
2019年8月1日，公司进入破产管理程序，9月10日开始破产清算。

## 部分发行影片
- 午夜巴黎